# Pukkisaari (ö i Norra Savolax, Varkaus, lat 62,61, long 27,51)
Pukkisaari är en ö i Finland. Den ligger i sjön Ylävesi och i kommunen Leppävirta i den ekonomiska regionen  Varkaus ekonomiska region  och landskapet Norra Savolax, i den centrala delen av landet, 300 km nordost om huvudstaden Helsingfors. Öns area är 0,1 hektar och dess största längd är 50 meter i sydöst-nordvästlig riktning.